# 2/Catorce
«2/Catorce» es una canción grabada por el cantante puertorriqueño Rauw Alejandro y el productor puertorriqueño Mr. NaisGai para el segundo álbum de estudio de Alejandro, Vice Versa (2021). Fue escrita por Alejandro, mientras que la producción estuvo a cargo del Sr. NaisGai. La canción fue lanzada para descarga digital y streaming por Sony Music Latin y Duars Entertainment el 14 de febrero de 2021, como el sencillo principal del álbum.
Una canción de Kizomba en español, trata sobre momentos apasionados y sexuales en pareja, y situaciones donde la temperatura sube.
«2/Catorce» recibió críticas positivas de los críticos musicales, quienes la calificaron de sensual. La canción fue un éxito comercial, alcanzando el número uno en República Dominicana, así como el top 15 en varios otros países como Argentina y España, y en Hot Latin Songs de Billboard en los Estados Unidos. La canción ha recibido varias certificaciones, incluyendo doble platino en México. Un video musical adjunto, lanzado simultáneamente con la canción, fue filmado en Medellín y dirigido por Eric Duars y Alejandro.

## Antecedentes y lanzamiento
Rauw Alejandro lanzó su álbum de estudio debut, Afrodisíaco el 13 de noviembre de 2020. Dos semanas después de terminar el trabajo en Afrodisíaco, comenzó a trabajar en su segundo álbum de estudio, Vice Versa. En febrero de 2021, mientras estaba en Medellín, grabó «2/Catorce» junto al productor Mr. Naisgai. El 14 de febrero de 2021, coincidiendo con el día de San Valentín, la canción fue lanzada por sorpresa para descarga digital y streaming por Sony Music Latin y Duars Entertainment como el sencillo principal de Vice Versa. Alejandro explicó a sus seguidores en Instagram:

Esta semana estuve en Medellín, y salió este tema. No tenía pensado lanzarla, pero se convirtió en mi canción favorita, y que mejor manera de dedicársela mañana. Mi regalo para ti, ¡¡¡te amo!!!

Explicó sobre el lanzamiento de la canción sin una planificación previa, afirmando que piensa que "no tiene que ser bueno, tiene que sentirse bien", expresando que "el arte es relativo". La canción se incluyó más tarde como la quinta pista del segundo álbum de estudio de Alejandro, Vice Versa, lanzado el 25 de junio de 2021.

## Música y letra
Musicalmente, «2/Catorce» es una canción de Kizomba en español, escrita por Alejandro y producida por el Sr. NaisGai. La pista tiene una duración total de 3 minutos y 32 segundos. Líricamente, «2/Catorce» trata sobre momentos apasionados y sexuales en pareja, y situaciones en las que sube la temperatura. La letra incluye, "Qué suerte que soy yo el que puede comerte / ¿Qué hice para merecerte? / Cada día que pasa lo que siento es má' fuerte / Solo quiero verte" / Cada día que pasa lo que siento se vuelve más fuerte / Solo quiero verte).

## Recepción de la crítica
Tras su lanzamiento, «2/Catorce» recibió críticas muy positivas de los críticos musicales. El crítico de Sónica.mx Armando Tovar le dio una crítica positiva y dijo que "dominó las tendencias de las redes sociales" y "subió la temperatura entre sus seguidores". Escribiendo para Los 40, Jimena Garrido De Castro calificó la pista como una "joya", y el personal de Happyfm la elogió como una "auténtica bomba". Maliah West y Sabrina Sánchez de Sidekick describieron la canción como "suave" y "sensual", mientras que Lucas Villa ' Latina la nombró "una de las canciones más sexys" en la discografía de Alejandro. En su reseña para Teen Vogue, Alexis Hodoyan-Gastelum la comparó con la exitosa canción de Alejandro «Todo de ti», afirmando que «2/Catorce» es "suave" y "más sexy". En 2022, Ernesto Lechner de Rolling Stone clasificó la pista como la N°27 mejor canción del cantante, describiendo su producción como "encantadora", diciendo que envuelve la "voz de Alejandro en sintetizadores diáfanos y un ritmo fuerte ágil".

### Elogios
En 2022, Fucsia clasificó a "2/Catorce" entre "Las 10 mejores canciones de reggaetón para un momento de pasión con tu pareja".

## Desempeño comercial
«2/Catorce» es una de las canciones de mayor éxito comercial de Alejandro en su carrera, alcanzando el puesto 43 en el Billboard Global 200. La canción debutó en el número 46 en la lista Billboard Hot Latin Songs de EE. UU. el 29 de mayo de 2021, convirtiéndose en la entrada número 15 de Alejandro. A la semana siguiente, coincidiendo con el éxito de «Todo de ti», «2/Catorce» subió al puesto 26. Tras el lanzamiento de Vice Versa, la canción alcanzó su punto máximo en el número 11. La canción fue certificada platino (latín) por la Asociación de la Industria de Grabación de América (RIAA), por ventas equivalentes a pistas de más de 60,000 unidades en los Estados Unidos. En España, «2/Catorce» alcanzó el puesto número 12 y fue certificado doble platino por los Productores de Música de España (PROMUSICAE), por ventas equivalentes a más de 80.000 unidades en el país. La pista alcanzó el número uno en República Dominicana, y el número tres en Nicaragua. También alcanzó su punto máximo en el top 20 de Argentina, Colombia, y Paraguay. En México, la canción fue certificada como doble platino por la Asociación Mexicana de Productores de Fonogramas y Videogramas (AMPROFON), por ventas equivalentes a pistas de más de 280.000 unidades. 

## Promoción

### Video musical
Un video musical adjunto fue lanzado simultáneamente con la canción. El visual fue filmado en Medellín y dirigido por Eric Duars y Alejandro. Representa a Alejandro parado solo y cantando en una azotea, mientras el cielo rosado lo rodea, mientras mira "la ciudad helada de abajo". En su reseña de Los 40, Jimena Garrido De Castro la describió como "sencilla pero colorida".

### Espectáculos en vivo
La canción fue incluida en las listas de canciones de Alejandro's the Rauw Alejandro World Tour y Vice Versa Tour.

## Créditos y personal
Créditos adaptados de Tidal.
- Alejandro – intérprete asociado, compositor, letrista
- Sr. Naisgai – intérprete asociado, productor
- José M. Collazo "Colla" – ingeniero de masterización, ingeniero de mezcla
- Jorge E. Pizarro "Kenobi" – ingeniero de grabación

## Posicionamiento en listas
| Lista (2021–2022)                     | Mejor posición |
| ------------------------------------- | -------------- |
| Argentina (Argentina Hot 100)         | 12             |
| Colombia (Monitor Latino)             | 19             |
| Costa Rica (Monitor Latino)           | 16             |
| República Dominicana (Monitor Latino) | 1              |
| Ecuador Songs (Billboard)             | 22             |
| Global 200 (Billboard)                | 43             |
| Nicaragua (Monitor Latino)            | 3              |
| Paraguay (Monitor Latino)             | 18             |
| Perú Streaming (UNIMPRO)              | 8              |
| España (Top 100 Canciones)            | 12             |
| Estados Unidos (Hot Latin Songs)      | 11             |

| Lista (2022)      | Mejor posición |
| ----------------- | -------------- |
| Paraguay (SGP)    | 19             |
| Uruguay (CUDISCO) | 7              |

| Lista (2021)                          | Posición |
| ------------------------------------- | -------- |
| Colombia (Monitor Latino)             | 38       |
| Costa Rica (Monitor Latino)           | 59       |
| República Dominicana (Monitor Latino) | 8        |
| Global 200 (Billboard)                | 193      |
| Honduras Urbano (Monitor Latino)      | 82       |
| América Latina (Monitor Latino)       | 95       |
| Nicaragua (Monitor Latino)            | 62       |
| Paraguay (Monitor Latino)             | 43       |
| España (PROMUSICAE)                   | 32       |
| US Hot Latin Songs (Billboard)        | 24       |

| Lista (2022)                       | Posición |
| ---------------------------------- | -------- |
| Costa Rica Urbano (Monitor Latino) | 85       |
| Nicaragua (Monitor Latino)         | 16       |
| Paraguay Urbano (Monitor Latino)   | 70       |

## Certificaciones
| Región                | Certificación    | Ventas  |
| --------------------- | ---------------- | ------- |
| Argentina (CAPIF)     | Oro              | 10,000  |
| México (AMPROFON)     | Platino × 2      | 280,000 |
| España (PROMUSICAE)   | Platino × 2      | 80,000  |
| Estados Unidos (RIAA) | Platino (latino) | 60,000  |

| Región                | Certificación | Ventas     |
| --------------------- | ------------- | ---------- |
| América Central (CFC) | Platino × 3   | 21,000,000 |

## Historial de lanzamiento
| Región         | Fecha                 | Formato(s)                     | Etiqueta                               | Ref.   |
| -------------- | --------------------- | ------------------------------ | -------------------------------------- | ------ |
| Varios         | 14 de febrero de 2021 | Descarga de música • Streaming | Sony Music Latin • Duars Entertainment | [ 65 ] |
| América Latina | 26 de febrero de 2021 | Radio de éxito contemporáneo   | Sony Music Latin • Duars Entertainment | [ 66 ] |